# Clawdd-du
A Clawdd-du vagy Black Dyke (magyarul: Fekete töltés) védelmi szempontokból épült árok és töltés, Monmouth külvárosában, Overmonnowban. 

## Leírása
Eredetileg félkör alakban, mintegy 550 méter hosszan húzódott a Monnow folyótól (Chippenham Fieldsszel szemben) nyugati, majd északnyugati irányban a Drybridge House-ig. Az eredeti védmű egy 10-12 méter széles, vízzel feltöltött árokból állt, valamint egy 1,5 méter magas töltésből a település oldalán, amelynek tetejére palánkot építettek. Az árkot valószínűleg a Monnow vizével árasztották el. Az 1966-os ásatások eredményei alapján feltételezik, hogy két szakaszban ásták ki, először a 13. század közepén, majd ismét, a 14. század közepén. Az árok fölött egy középkori híd ívelt át, a Monnow Street és a Monnow híd tengelyében. Ez biztosította az összeköttetést nyugati irányban Wonastow felé. A Clawdd-du jelentette az 1930-as évekig Overmonnow terjeszkedésének külső határát. A Clawdd-du napjainkben részlegesen fel van töltve és nagy részét esővíz-elvezető árokként használják. Az árok régészeti műemlékként van nyilvántartva (Scheduled Ancient Monument), míg a felette átívelő kis középkori kőhíd II*. kategóriás brit műemléknek (British Listed Building) számít. A híd a St Thomas’ Square-től délnyugati irányban található egy gyalogos ösvény mentén. Valószínűleg egykoron kapubástya is tartozott hozzá. 2010-ben helyi régészek feljelentést tettek a monmouthshire-i megyei tanácsnál, kifogásolva, hogy a Clawdd-du mentén jóváhagyás nélkül egy árkot ástak.

## Fordítás
- Ez a szócikk részben vagy egészben  az   Overmonnow#Clawdd-du című angol Wikipédia-szócikk ezen változatának fordításán alapul.  Az eredeti cikk szerkesztőit annak laptörténete sorolja fel. Ez a jelzés csupán a megfogalmazás eredetét és a szerzői jogokat jelzi, nem szolgál a cikkben szereplő információk forrásmegjelöléseként.